# Inonotus luteoumbrinus
Inonotus luteoumbrinus är en svampart som först beskrevs av Lars Gunnar Torgny Romell, och fick sitt nu gällande namn av Ryvarden 2005. Inonotus luteoumbrinus ingår i släktet Inonotus och familjen Hymenochaetaceae.   Inga underarter finns listade i Catalogue of Life.